# Modoka
Modoka este un dezvoltator de jocuri video fondat în 2012, cu sediul în Zwolle, Țările de Jos.

## Jocuri
| An   | Titlu                | Programator          | Platform                                             |
| ---- | -------------------- | -------------------- | ---------------------------------------------------- |
| 2014 | BubbleXRush          | Neon Drawing Studios | Kindle, Android                                      |
| 2017 | Saddies: Attack!!    | Modoka               | Android, FireTV, Microsoft Windows, PlayStation Vita |
| 2017 | Projectile Guardian  | Modoka               | Android                                              |
| 2017 | Imperia Online       | Imperia Online Ltd   | Android (MIUI)                                       |
| 2019 | Desert Runners       | AB Anbe Studio       | Android                                              |
| 2019 | KarolBall            | Modoka               | Android                                              |
| 2019 | Lost Knight          | Modoka               | Android                                              |
| 2021 | BDEF: Base Defenders | Modoka               | Microsoft Windows, Linux                             |
| 2021 | Swiple               | Modoka               | Android                                              |
| 2021 | Atomic Flame Deluge  | Modoka               | Android                                              |